# غاريت سميث
غاريت سميث (بالإنجليزية: Garrett Smith)‏ (14 ديسمبر 1967 سياتل الولايات المتحدة - ) هو لاعب كرة قدم أمريكي يلعب كمدافع.